# 热尔马尼亚
热尔马尼亚（法語：Germagnat，法語發音：[ʒɛʁmaɲa]）是法国东部安省的一个旧市镇，属于布雷斯地区布尔格区。2017年，热尔马尼亚与市镇叙朗河畔沙瓦讷合并为新市镇尼维涅和叙朗。

## 地理
热尔马尼亚（46°18'39"N, 5°26'55"E）面积9.48 平方千米，位于法国奥弗涅-罗讷-阿尔卑斯大区安省，该省份为法国东部省份，北起汝拉省，西北接索恩-卢瓦尔省，西接罗讷省和里昂大都会，南至伊泽尔省，东与萨瓦省、上萨瓦省和瑞士接壤。
与热尔马尼亚接壤的市镇（或旧市镇、城区）包括：叙朗河畔沙瓦讷、科尔韦西亚、普亚、阿罗马、蒙弗勒尔、沙尔诺新城、阿罗马。
热尔马尼亚的时区为UTC+01:00、UTC+02:00（夏令时）。

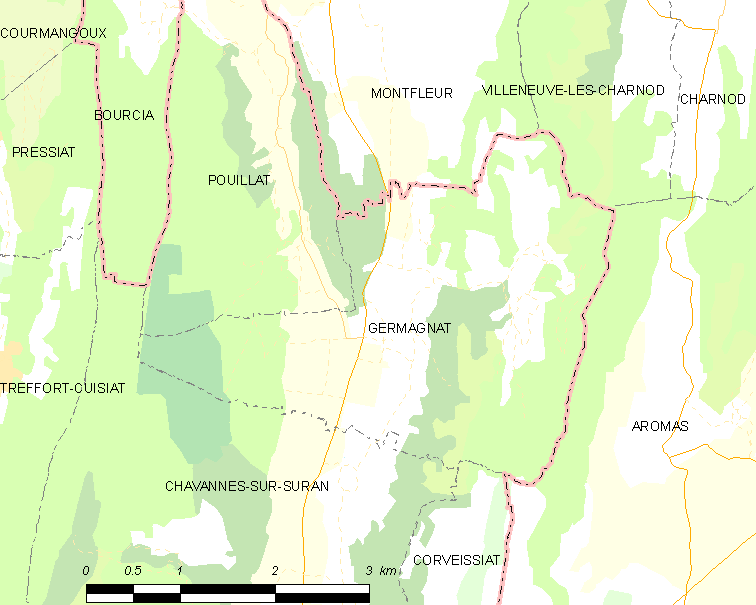
热尔马尼亚的OSM定位图

## 行政
热尔马尼亚的邮政编码为01250，INSEE市镇编码为01172。

## 政治
热尔马尼亚所属的省级选区为圣艾蒂安迪布瓦县。

## 人口

1962-2008年间热尔马尼亚人口变化图示

热尔马尼亚于2018年1月1日时的人口数量为145人。